# Claudia Morales Reza
Claudia Olivia Morales Reza (San Andrés Cohamiata, Jalisco; 18 de abril de 1979) es una líder comunitaria, profesora y funcionaria mexicana. Es la presidenta del Consejo Nacional para Prevenir la Discriminación desde el 12 de julio de 2022, siendo la primera persona indígena en ocupar el cargo.

## Biografía
Claudia Morales Reza nació en TaetiKie, San Andrés Cohamiata, en el municipio de Mezquitic, estado de Jalisco, una comunidad wixárika. Su nombre en wixárika, Utlama, significa «la señalada o marcada por las deidades». Estudió una carrera técnica en educación artística, así como Ciencias Políticas y Administración Pública. Por 16 años trabajó como maestra en los niveles básico y medio superior.

### Líder comunitaria
Morales Reza realizó mayordomías y ha sido vocera de su comunidad. También fue consejera de las autoridades y presidenta del Consejo de vigilancia de la autoridad agraria.
El trabajo de Morales Reza se ha dado desde la defensa de los derechos humanos, el territorio y la cultura del pueblo wixárica. Fue la presidenta del del Consejo de Vigilancia de San Andrés Cohamiata. Como líder de su comunidad, participó en las negociaciones de un conflicto de territorio en Nayarit.
Su lucha tuvo repercusión pública cuando en un acto del gobernador de Jalisco Enrique Alfaro Ramírez, Claudia Morales le hizo un reclamo directo porque su gobierno no estaba atendiendo los problemas de educación y salud de su pueblo.

### Titular de CONAPRED
En agosto de 2020, después de la destitución de Mónica Maccise Duayhe del CONAPRED, Andrés Manuel López Obrador presentó una terna de mujeres de pueblos originarios para el reemplazo de titularidad de dicha institución, quienes eran Claudia Morales Reza, Olga Santillán Rodríguez y y Mónica González.

Claudia Morales rindió protesta como titular de CONAPRED el 12 de julio de 2022. La ceremonia fue presidida por Alejandro Encinas Rodríguez, subsecretario de Derechos Humanos, Población y Migración de la Secretaría de Gobernación. En su primer mensaje como titular, Claudia Morales señaló:
Mi presencia aquí cuestiona ese discurso hegemónico de que las mujeres indígenas no somos capaces de ser generadoras de políticas de cambio [...]

Mi presencia pone a prueba la congruencia del discurso de quienes hablan de la defensa de los derechos humanos, pero en la práctica, creen que personas como yo, que provenimos de grupos históricamente discriminados, solo debemos tener un rol pasivo, como si fuéramos simples objetos de estudio.
Su nombramiento se dio en un momento en el que la CONAPRED atravesaba diversas dificultades. Por un lado, la organización permaneció por dos años sin una titularidad,por otro también enfrentó recortes de presupuesto derivados de las políticas de austeridad del gobierno federal.